# Salix contortiapiculata
Salix contortiapiculata ist ein hoher Strauch aus der Gattung der Weiden (Salix) mit 5 bis 9 Zentimeter langen Blattspreiten. Das natürliche Verbreitungsgebiet der Art liegt in China.

## Beschreibung
Salix contortiapiculata ist ein bis zu 4 Meter hoher Strauch. Die Zweige sind dunkel purpurrot und unbehaart. Die Knospen sind purpurrot, breit eiförmig, etwa 5 Millimeter lang, unbehaart und haben eine stumpfe Spitze. Die Laubblätter haben einen 0,6 bis 1,4 Zentimeter langen Blattstiel, der auf der Oberseite rostbraun behaart ist. Die Blattspreite ist verkehrt-eiförmig-länglich, 5 bis 9 Zentimeter lang und 2,2 bis 4,2 Zentimeter breit, ganzrandig oder spärlich gezähnt. Die Blattbasis ist breit keilförmig oder mehr oder weniger gerundet, die Spitze ist verdreht bespitzt. Die Blattoberseite ist grün, kahl oder nahe der Basis entlang der Mittelrippe rötlich behaart, die Unterseite ist blass oder leicht glauk, anfangs zottig behaart und später verkahlend.
Männliche Blütenstände sind unbekannt. Die weiblichen Kätzchen sind 5 bis 7 Zentimeter lang bei einem Durchmesser von etwa 7 Millimetern. Der Blütenstandsstiel ist 2,5 bis 4 Zentimeter lang und trägt drei oder vier Blätter. Die Blütenstandsachse ist fein behaart. Die Tragblätter sind breit länglich, etwa 2,5 Millimeter lang, auf der Unterseite und am Blattrand locker fein behaart oder beinahe unbehaart. Die Blattspitze ist stumpf-gerundet oder wellig-gezähnelt. Weibliche Blüten haben eine adaxial liegende Nektardrüse. Der Fruchtknoten ist eiförmig-konisch, unbehaart, sitzend oder beinahe sitzend. Der Griffel ist etwa 1 Millimeter lang und zweilappig, die Narbe ist ebenfalls zweilappig. Die Früchte von Salix contortiapiculata reifen im Juli.

## Vorkommen
Das natürliche Verbreitungsgebiet liegt in der chinesischen Provinz Yunnan in den Kreisen Gongshan, Drungzu, Nuzu und Zizhixian. Salix contortiapiculata wächst in der Nähe von Flüssen in den Bergen in Höhen von 1300 bis 1900 Metern.

## Systematik
Salix contortiapiculata ist eine Art aus der Gattung der Weiden (Salix) in der Familie der Weidengewächse (Salicaceae). Dort wird sie der Sektion Magnificae zugeordnet. Sie wurde erst 1987 von Pin I Mao und Li Wen Zheng in den Acta Botanica Yunnanica erstmals wissenschaftlich beschrieben. Es sind keine Synonyme bekannt. Der Gattungsname Salix stammt aus dem Lateinischen und wurde schon von den Römern für verschiedene Weidenarten verwendet.

## Nachweise